# Międzynarodowa Organizacja Komisji Papierów Wartościowych
Międzynarodowa Organizacja Komisji Papierów Wartościowych (ang. International Organization of Securities Commissions) w skrócie IOSCO – organizacja zrzeszająca instytucje regulujące i nadzorujące rynki finansowe z różnych krajów świata.

## Historia
IOSCO powstało w 1983 r., po przekształceniu się jej poprzednika, Inter-American Regional Association (powstałe w 1974 r.) w prawdziwie międzynarodową organizację. Nadzorcy z Francji, Indonezji, Korei i Wielkiej Brytanii byli pierwszymi spoza terenu obu Ameryk, którzy dołączyli do organizacji w 1984 r. W 1986 r. odbyła się coroczna konferencja IOSCO w Paryżu, wtedy też podjęto decyzję o utworzeniu Sekretariatu Generalnego IOSCO, który obecnie mieści się w Madrycie.
Polski organ nadzoru jest członkiem tej organizacji od roku 1991 (KPWiG 1991-2006; KNF od 2006). Obecnie w skład IOSCO wchodzi 226 (maj 2020), którzy dzielą się na członków zwykłych (129), stowarzyszonych (30) i afiliowanych (67).

## Cele
Do głównych celów IOSCO należy:
- współpraca w zakresie ustanawiania wspólnych standardów regulacyjnych mających na celu wspieranie uczciwego i sprawnego funkcjonowania rynków finansowych,
- wzajemna wymian doświadczeń i informacji w celu doskonalenia funkcjonowania krajowych rynków papierów wartościowych,
- wspólne działania na rzecz ustanowienia standardów i efektywnego nadzoru nad międzynarodowymi transakcjami papierami wartościowymi,
- wzajemna pomoc w zakresie zapewnienia bezpieczeństwa rynków papierów wartościowych poprzez rygorystyczne przestrzeganie standardów i przeciwdziałanie przestępstwom finansowym.

## Struktura organizacyjna
W skład Międzynarodowej Organizacji Komisji Papierów Wartościowych wchodzą:
- Komitet Prezydencki (ang. Presidents’ Committee)
- Rada IOSCO (ang. IOSCO Board)
- Stałe Komitety (ang. Policy Committees):

1. Komitet ds. obowiązków informacyjnych i rachunkowości (ang. Committee 1 on Accounting and Disclosure),
2. Komitet ds. rynków wtórnych (ang. Committee 2 on Secondary Markets),
3. Komitet ds. pośredników finansowych (ang. Committee 3 on Market Intermediaries),
4. Komitet ds. współpracy nadzorczej i wymiany informacji (ang. Committee 4 on Enforcement and Exchange of Information),
5. Komitet ds. zarządzania inwestycyjnego (ang. Committee 5 on Investment Management),
6. Komitet ds. kredytowych agencji ratingowych (ang. Committee 6 on Credit Rating Agencies),
7. Komitet ds. rynków instrumentów pochodnych (ang. Committee 7 on Commodity Futures Markets)
8. Komitet ds. inwestorów detalicznych (ang. Committee 8 on Retail Investors);

- Komitet Rynków Wschodzących (ang. Emerging Markets Committee)
- Komitet Weryfikacyjny (ang. Assessment Committee)
- Komitety Regionalne (ang. Regional Committees), takie jak:

– Europejski Komitet Regionalny (ang. European Regional Committee),
– Komitet Regionalny ds. Afryki i Bliskiego Wschodu (ang. Africa/Middle East Regional Committee),
– Komitet Regionalny ds. Azji i Obszaru Pacyfiku (ang. Asia-Pacific Regional Committee),
– Komitet Regionalny ds. Ameryk (ang. Inter-American Regional Committee);
- Komitet Konsultacyjny Członków Afiliowanych (ang. The Affiliate Members Consultative Committee)
- Komitet ds. Ryzyk (ang. Committee on Emerging Risks)
- Grupy zadaniowe (ang. task forces)
- Sieci ekspertów (ang. networks)